# Stanfield (Oregon)
Pour les articles homonymes, voir Stanfield.
Stanfield est une municipalité américaine située dans le comté d'Umatilla en Oregon.
Lors du recensement de 2010, sa population est de 735 habitants. La municipalité s'étend sur 1,53 mille carré (3,96 km2).
La localité est fondée en 1909 par Henry Waldo Coe sur les terres du sénateur Robert N. Stanfield (en), dont la famille possédait un ranch. Elle succède à Foster, dont le bureau de poste avait ouvert en 1883. Stanfield devient une municipalité le 13 mai 1910.